# G305.4–2.2
G305.4–2.2 é uma remanescente de supernova localizada a uma distância de 2,3 kiloparsecs, com uma rara simetria circular em sua forma, apelidado de Teleios (do grego: τέλειος, "perfeito"). Possui um raio de 3,3 parsecs, sendo um dos remanescentes de supernova mais circulares já identificados. A idade de G305.4–2.2 não é conhecida com precisão, podendo ser um remanescente jovem, com menos de mil anos, ou mais antigo, com mais de dez mil anos.
Foi identificado em imagens de rádio-contínuo obtidas pelo Australian Square Kilometre Array Pathfinder (ASKAP), no âmbito do projeto Evolutionary Map of the Universe (EMU), por um grupo de astrônomos liderado por Miroslav D. Filipović, da Universidade de Western Sydney.